# The Nobodies
The Nobodies (englisch für „die Niemande“) ist ein Lied der US-amerikanischen Rockband Marilyn Manson. Der Song ist die dritte Singleauskopplung ihres vierten Studioalbums Holy Wood und wurde am 27. August 2001 veröffentlicht. Zudem erschien am 27. Februar 2005 eine Wiederveröffentlichung als The Nobodies 2005.

## Inhalt
The Nobodies bezieht sich auf den Amoklauf an der Columbine High School von 1999, bei dem die Schüler Eric Harris und Dylan Klebold 13 Personen und sich selbst erschossen. Obwohl es widersprüchliche Berichte darüber gibt, ob Harris und Klebold überhaupt zu ihren Fans gehörten, wurden Marilyn Manson von Teilen der amerikanischen Presse für die Tat mitverantwortlich gemacht, was laut der Band zu einem Einbruch ihrer damaligen Plattenverkäufe und zahlreichen Morddrohungen führte.
Der Liedtext selbst handelt von sogenannten „Nobodies“, die sich nach Anerkennung und Berühmtheit sehnen und diese durch Morde und ihren eigenen Tod erlangen wollen. Dabei werden auch die Medien stark kritisiert, da diese mit ihrer teilweise reißerischen Berichterstattung zur Bekanntheit der Täter beitrugen. Außerdem sind einige Zeilen des Songs angelehnt an eine Aussage des Serienmörders Carl Panzram (“Today I am dirty but tomorrow I’ll be just Dirt.” – englisch für „Heute bin ich dreckig, aber morgen bin ich nur noch Dreck.“) und der Titel spielt auf ein Zitat von John Lennons Mörder Mark David Chapman an (“I felt like a nobody.” – englisch für „Ich fühlte mich wie ein Niemand.“).

“Today I’m dirty, I want to be pretty

Tomorrow, I know I’m just dirt

We are the nobodies, we wanna be somebodies

When we’re dead, they’ll know just who we are”

Marilyn Manson äußerte sich über die Berichterstattung der Medien zum Amoklauf im Rolling Stone wie folgt: „[Es ist eine] traurige Tatsache, dass Amerika Mörder auf das Cover des Time-Magazins bringt und ihnen so große Bekanntheit wie unseren Lieblingsfilmstars verleiht. Von Jesse James bis Charles Manson haben die Medien seit ihren Anfängen Kriminelle zu Volkshelden gemacht. Gerade haben sie zwei neue geschaffen, indem sie die Frontseite jeder Zeitung mit den Bildern von […] Dylan Klebold und Eric Harris zukleisterten. Es sollte niemanden überraschen, wenn jedes Kind, das herumgeschubst wird, zwei neue Idole hat.“

## Produktion
Der Song wurde von dem US-amerikanischen Musikproduzenten Dave Sardy zusammen mit Marilyn Manson selbst produziert. Als Autoren fungierten die Marilyn-Manson-Mitglieder Marilyn Manson und John 5. Die Remixversion von 2005 wurde von Chris Vrenna produziert, wobei die Musik im Vergleich zum Original nur leicht verändert wurde.

## Musikvideo
Bei dem zu The Nobodies gedrehten Musikvideo führte der US-amerikanische Regisseur Paul Fedor Regie. Es verzeichnet auf YouTube über 38 Millionen Aufrufe (Stand Dezember 2020).
Das Video handelt von zwei Waisenkindern, die vor ihren Erzieherinnen, von denen sie unterdrückt werden, aus dem Waisenhaus fliehen und schließlich bei Marilyn Manson im Wald Unterschlupf finden. Sie kehren zusammen mit ihm zu ihren Peinigerinnen zurück und sinnen auf Rache, indem sie diese gefangen nehmen und in einen Häcksler werfen. Am Ende verspeisen sie die zerkleinerten Überreste zusammen am Tisch. Manson trägt im Video verschiedene Kostüme – eines mit Hörnern auf dem Kopf, eines als glatzköpfige Gestalt im Schlamm und eines erinnert an einen Baum.

## Single

### Covergestaltung
Das Singlecover der Version von 2001 zeigt Marilyn Manson in einem der Kostüme aus dem zugehörigen Video. So trägt er ein langes Gewand, das an einen Baumstamm erinnert und hat Zweige auf dem Kopf sowie an den Fingern. Oben links im Bild befinden sich die weißen Schriftzüge Marilyn Manson und The Nobodies. Im Hintergrund ist ein schneebedeckter Wald zu sehen. Auf dem Cover von 2005 ist Marilyn Manson in einem schwarzen Anzug zu sehen. Er ist grell geschminkt, trägt dunkelroten Lippenstift und sieht den Betrachter mit ernstem Blick an. Im unteren Teil des Bildes stehen die Schriftzüge Marilyn Manson in Rot und The Nobodies in Weiß. Der Hintergrund ist grau und schwarz gehalten.

### Titellisten
Version 2001
1. The Nobodies (Album Version) – 3:35
2. The Nobodies (Live Version) – 4:19
3. The Death Song (With Bible Speech) (Live Version) – 6:16
4. The Nobodies (Video) – 3:35

Version 2005
1. The Nobodies (2005 Against All Gods Remix) – 3:35
2. The Nobodies (Burn 36 Mix) – 5:42
3. The Death Song (Stephane K Rock Dub Mix) – 4:43
4. The Nobodies (2005 Against All Gods Mix Video) – 3:35

### Chartplatzierungen
The Nobodies stieg am 15. September 2001 auf Platz 34 in die britischen Charts ein und belegte in der folgenden Woche Rang 50, bevor es die Top 100 verließ. Ebenfalls die Charts erreichte die Single unter anderem mit Position 96 in der Schweiz.
| ChartsChartplatzierungen     | Höchstplatzierung | Wochen |
| ---------------------------- | ----------------- | ------ |
| Schweiz (IFPI)               | 96 (1 Wo.)        | 1      |
| Vereinigtes Königreich (OCC) | 34 (2 Wo.)        | 2      |

Die Version von 2005 stieg am 27. Juni 2005 auf Platz 65 in die deutschen Charts ein und konnte sich drei Wochen in den Top 100 halten. Zudem erreichte der Song unter anderem Rang 42 in der Schweiz sowie Position 56 in Österreich.
| ChartsChartplatzierungen | Höchstplatzierung | Wochen |
| ------------------------ | ----------------- | ------ |
| Deutschland (GfK)        | 65 (3 Wo.)        | 3      |
| Österreich (Ö3)          | 56 (3 Wo.)        | 3      |
| Schweiz (IFPI)           | 42 (4 Wo.)        | 4      |